# Ban Bueng (huyện)
Ban Bueng (tiếng Thái: บ้านบึง) là một huyện (amphoe) của tỉnh Chonburi, Thái Lan.

## Địa lý
Huyện này nằm ở trung tâm của tỉnh Chonburi.
Các huyện giáp ranh (từ phía bắc theo chiều kim đồng hồ) là Phan Thong, Phanat Nikhom, Bo Thong, Nong Yai, Si Racha và Mueang Chonburi.

## Lịch sử
Đơn vị hành chính này được lập năm 1921 với ban đầu là một tiểu huyện (king amphoe). Năm 1938, tiểu huyện đã được nâng cấp thành huyện.

## Hành chính
Huyện này được chia thành 8 phó huyện (tambon), các đơn vị này lại được chia thành 52 làng (muban). Ban Bueng itself has town (thesaban mueang) status và nằm trên một phần lãnh thổ của tambon Ban Bueang. Nong Phai Kaeo and Khlong Kio each have township (thesaban tambon) status, cả hai thị trấn nằm trên tambon cùng tên.
| \| STT. \| Tên \| Tên tiếng Thái \| Số làng \| Dân số \| \| \| 1. \| Ban Bueng \| บ้านบึง \| 5 \| 23.509 \| \| \| 2. \| Khlong Kio \| คลองกิ่ว \| 9 \| 18.955 \| \| \| 3. \| Map Phai \| มาบไผ่ \| 6 \| 4.914 \| \| \| 4. \| Nong Samsak \| หนองซ้ำซาก \| 4 \| 5.386 \| \| \| 5. \| Nong Bon Daeng \| หนองบอนแดง \| 6 \| 5.566 \| \| \| 6. \| Nong Chak \| หนองชาก \| 5 \| 9.408 \| \| \| 7. \| Nong Irun \| หนองอิรุณ \| 12 \| 16.217 \| \| \| 8. \| Nong Phai Kaeo \| หนองไผ่แก้ว \| 5 \| 9.446 \| \| |                |                |         |        |  |
| STT. | Tên            | Tên tiếng Thái | Số làng | Dân số |  |
| 1. | Ban Bueng      | บ้านบึง          | 5       | 23.509 |  |
| 2. | Khlong Kio     | คลองกิ่ว         | 9       | 18.955 |  |
| 3. | Map Phai       | มาบไผ่          | 6       | 4.914  |  |
| 4. | Nong Samsak    | หนองซ้ำซาก      | 4       | 5.386  |  |
| 5. | Nong Bon Daeng | หนองบอนแดง     | 6       | 5.566  |  |
| 6. | Nong Chak      | หนองชาก        | 5       | 9.408  |  |
| 7. | Nong Irun      | หนองอิรุณ        | 12      | 16.217 |  |
| 8. | Nong Phai Kaeo | หนองไผ่แก้ว      | 5       | 9.446  |  |